# Enrique Servín Herrera
Enrique Alberto Servín Herrera (Chihuahua, 28 de enero de 1958-Ibidem, 9 de octubre de 2019) fue un abogado, políglota, activista de los derechos humanos de la diversidad sexual, escritor, poeta y lingüista mexicano, destacado defensor y estudioso de las lenguas indígenas.

## Biografía
Fue abogado egresado de la Universidad Autónoma de Chihuahua y maestro en Antropología Social por la Escuela Nacional de Antropología e Historia Unidad Chihuahua. Desde 2016 ocupaba el cargo de jefe del departamento de Culturas Étnicas y Diversidad y coordinador del programa institucional de Atención a las Lenguas y Literaturas Indígenas de se la secretaría de Cultura del gobierno de Chihuahua.
Dedicó su actividad al estudio, rescate, reviltalización y difusión de las lenguas indígenas del estado de Chihuahua —entre las que se encuentra el rarámuri, el guarijío, el tepehuán y el névome o pima bajo—, lo que le llevó a recibir premios y reconocimientos a nivel nacional e internacional. Él mismo dominaba alrededor de 28 lenguas.
El 9 de octubre de 2019 fue encontrado su cuerpo sin vida en su domicilio en el centro histórico de Chihuahua. Se estableció preliminarmente que habría muerto a causa de un golpe en la cabeza, y siendo considerada su muerte como homicidio por las autoridades.
Su muerte fue lamentada por autoridades y la comunidad intelectual tanto del estado como nacional, externando su pesar figuras como la secretaria de Cultura, Alejandra Frausto, o el gobernador de Chihuahua, Javier Corral Jurado; o instituciones como el Instituto Nacional de Antropología e Historia y el Instituto Nacional de Bellas Artes y Literatura; entre otras.

## Obra
Libros
Así de frágil será el pasado (Universidad Autónoma de Zacatecas/Dosfilos Editores/Praxis, 1990)
Sin dolor de por medio (Poetazos, 1997)
El agua y la sombra (Universidad Autónoma de Chihuahua, 2003)
Cuaderno de Abalorios (Universidad Autónoma de Chihuahua/Aldvs, 2015)
Anirúame: historias de los Tarahumaras de los tiempos antiguos (Secretaría de las Culturas y Artes de Oaxaca, 2015; Premio Internacional de Mito, Cuento y Leyenda “Andrés Henestrosa” 2015)
Hablar con el huracán (Universidad Autónoma de Chihuahua/Sangre ediciones, 2019)
Antologías

Muestra de la Poesía Chihuahuense (1976-1986) (Ediciones del Gobierno del Estado de Chihuahua, 1986). Compilación de Alfredo Espinosa y Rubén Mejía.
El mar es un desierto: poetas de la frontera norte 1950-1970 (Universidad Autónoma de Nuevo León/Consejo Nacional para la Cultura y las Artes/Fondo Nacional para la Cultura y las Artes, 1999). Compilación de Margarito Cuéllar.
Poéticas de la Muerte: Memoria del XV Encuentro Internacional de Escritores (Consejo para la Cultura y las Artes de Nuevo León, 2011)
Los colores del recuerdo. Chihuahua, ríos de luz y tinta (Instituto de Cultura del Municipio de Chihuahua, 2012). Coordinación editorial de Ramón Gerónimo Olvera.